# Destinazione... Terra!
Destinazione... Terra! (It Came from Outer Space) è un film del 1953 diretto da Jack Arnold.
Considerato uno dei classici del cinema di fantascienza, è basato su un soggetto di Ray Bradbury. Fu il primo film della Universal a essere girato in 3-D e il primo film fantascientifico diretto da Arnold, uno dei maggiori registi del genere negli anni cinquanta.

## Trama
Un meteorite infuocato illumina il cielo e cade sulla Terra nei pressi della cittadina di Sand Rock, nella desertica Arizona, interrompendo un bacio di due amanti. John Putnam, astronomo dilettante e la sua fidanzata, Ellen Fields, accorrono sul luogo dov'è avvenuto l'impatto, una vecchia miniera, e scoprono che l'oggetto caduto in realtà è una navicella spaziale, di forma esagonale e simile a un grosso cristallo luminescente. Una frana nasconde la navicella e quando Putnam racconta in paese quel che ha visto nessuno gli crede.
Nei giorni successivi, diverse persone del luogo scompaiono. Ricompaiono in pochi e mostrano un comportamento bizzarro e meccanico, sembrano distratti e non appaiono normali. Lo sceriffo si convince che qualcosa non va e organizza una battuta di caccia contro gli alieni. Solo Putnam cerca una soluzione pacifica, e va solo alla miniera a parlare con gli extraterrestri. Gli alieni gli spiegano che hanno avuto un guasto e sono precipitati involontariamente sulla Terra, perciò hanno replicato alcuni individui terrestri per riparare la navetta senza destare sospetti. Putnam riesce in extremis a evitare un conflitto, nel quale i terrestri avrebbero senz'altro perduto.

## Critica
(Fantafilm)